# ژائو شوای

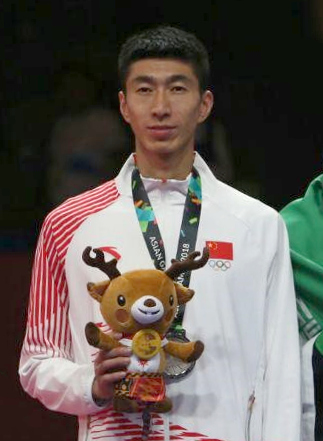
ژائو شوای در سال ۲۰۱۸

ژائو شوای (زادهٔ ۱۵ اوت ۱۹۹۵) یک تکواندوکار چینی است. از افتخارات او کسب مدال طلای المپیک ۲۰۱۶ ریو در وزن ۵۸ کیلوگرم است. هم‌چنین او در مسابقات جهانی ۲۰۱۵ مدال برنز را در همین وزن به دست آورد. او در بازی‌های آسیایی ۲۰۱۸ جاکارتا، پرچمدار جمهوری خلق چین بود و یک مدال نقره نیز کسب کرد.